# 와가정
와가정(和賀町)은 이와테현 와가군에 설치되었던 정이다. 현재의 기타카미시에 해당한다.
1991년 4월 1일 구 기타카미시, 에쓰리코촌과 합병해 새로운 기타카미시가 되어, 소멸했다.

## 개요
이와테현 서쪽의 오우산맥 동쪽에 위치한 와가강 유역의 산간부 마을로, 기켄마이 발상지와 나쓰유온천이 있다.

## 연혁
- 1889년 4월 1일 - 정촌제 시행과 함께 히가시와가 군에 이하의 정촌이 성립하였다.
  - 4촌이 합병해 이와사키촌이 성립하였다..
  - 요코가와메촌, 가타가와메촌이 합병해 요코가와메촌이 성립하였다.
  - 후지네촌, 나가누마촌, 고토촌과 합병해, 후지네촌이 성립하였다.
- 1896년 3월 29일 - 히가시와가군에서 니시와가군과 합병하여 와가군이 되었다.
- 1955년 3월 31일 - 후지네 촌과 와가군 에쓰리코 촌으로 경계의 일부를 변경하였다.
  - 4월 1일 - 이와사키 촌, 요코카와메 촌, 후지네 촌과 합병해 와가 촌을 설치하였다.
- 1956년 1월 3일 - 촌장을 제정하였다.
- 1956년 4월 1일 - 와가촌이 정으로 승격해 와가정이 되었다.
- 1967년 8월 1일 - 에즈리코 마을과 경계의 일부를 변경하였다.
- 1970년 3월 1일 - 하나마키시와 경계의 일부를 변경하였다.
- 1980년 10월 9일 - 마을 주민 헌장을 제정하였다.
- 1991년 4월 1일 - (구) 기타카미 시, 에쓰리코 촌과 합병해 새로운 기타카미 시가 되어 소멸하였다.

## 교육
10개의 초등학교와 2개의 중학교가 있다.

## 교통

### 철도
- 동일본 여객철도 기타카미 선

### 도로
- 국도 107호선